# ジェラス・ガイ
「ジェラス・ガイ」（Jealous Guy）は、ジョン・レノンの楽曲である。1971年に発売されたアルバム『イマジン』に収録された。レノンの存命中にシングル・カットされることはなかったが、1981年に日本で追悼シングルとして発売され、その後イギリスやアメリカでもシングル・カットされた。シングルは全英シングルチャートで最高位65位、Billboard Hot 100で最高位80位を記録。
本作は、レノンが1968年に「チャイルド・オブ・ネイチャー」（Child of Nature）として書いた楽曲が原曲で、同年5月にイーシャーにあるジョージ・ハリスンの自宅でデモ音源が録音された。当時の歌詞は、ビートルズがインドのリシケーシュを訪れた際に受けたマハリシ・マヘーシュ・ヨーギーの講義に触発された内容になっていた。1969年1月に行なわれたゲット・バック・セッションでも演奏された。その後、現行の歌詞・タイトルに変更された。
本作は多数のアーティストにカバーされた。レノンが射殺された直後の1981年2月にロキシー・ミュージックが発表したものは、全英シングルチャートで第1位を獲得した。

## 背景
1968年の春、ビートルズはインドのリシケーシュでマハリシ・マヘーシュ・ヨーギーのもとで超越瞑想を学んでいた。マハリシの「母なる自然の子供としての人間存在」について説く教えに影響を受け、ポール・マッカートニーは「マザー・ネイチャーズ・サン」、ジョン・レノンは「チャイルド・オブ・ネイチャー」を書いた。当時の歌詞には、「On the road to Rishikesh, I was dreaming more or less（リシケーシュへの道すがら、俺はほとんど夢うつつの状態だった）」という地理的な位置を具体的に描写したフレーズが含まれていた。
1969年1月2日にトゥイッケナム・フィルム・スタジオで行なわれたリハーサルで演奏された時には、「I was dreaming more or less（ぼくは多少なりとも夢見ていた）」というフレーズが「I was dreaming of the past（ぼくは過去の夢を見ていた）」に変更されていた。
1971年に再び本作が取り上げられるが、レノンはオノ・ヨーコからもっと精神面に目を向けてという助言を受けて、メロディはそのままに女性に対する自身の態度の変化を題材とした「ジェラス・ガイ」に書き換えた。1980年の『プレイボーイ』誌のインタビューで、本作についてレノンは「歌詞はそのままの意味さ。僕はすごく嫉妬深くて、独占欲にまみれていた。なにに対してもね。自分にまるで自信がなかった。すごく臆病なんだ。恋人を小さな箱に閉じ込めて、自分がしたいと思ったときだけその箱から出して遊ぶような男。彼女が外界と関わることは許されない。そんなことをしたら僕が不安になるからさ」と語っている。

## レコーディング

### 「チャイルド・オブ・ネイチャー」
1968年5月、キンファウンスにあるジョージ・ハリスンの自宅で、デモ音源（通称「イーシャー・デモ」）の録音が行なわれた。「チャイルド・オブ・ネイチャー」は、同日に取り上げられたレノン作曲による15曲のうちの1つだった。この日に録音された「チャイルド・オブ・ネイチャー」には、タンバリンやマラカスのほか、マンドリンの音色が加えられている。同月30日にEMIレコーディング・スタジオで『ザ・ビートルズ (ホワイト・アルバム)』の作業を開始されたが、本作のレコーディングが行なわれることはなかった。
「チャイルド・オブ・ネイチャー」は、1988年にWestwood Oneで放送されたラジオ番組『The Lost Lennon Tapes』で放送され、同年に発売された『Off White』、1991年に発売された『Unsurpassed Demos』、1999年に発売された『From Kinfauns to Chaos』などの海賊盤に収録された。2018年に『ザ・ビートルズ (ホワイト・アルバム)』の50周年記念エディションが発売され、本作を含むイーシャー・デモ27曲が収録された。
1969年1月2日、トゥイッケナム・フィルム・スタジオの第3サウンドステージで行なわれたリハーサルで、本作が演奏された。この時の演奏では、ハリスンがバッキング・ボーカルを入れている。グリン・ジョンズの補助のもとでジョージ・マーティンがプロデュースを手がけた同月24日のアップル・スタジオでのリハーサルでも演奏された。2003年に発売された『レット・イット・ビー...ネイキッド』のボーナスCD『フライ・オン・ザ・ウォール』に当時の演奏が収録されている。

### 「ジェラス・ガイ」
レノンは、1971年5月24日にアスコット・サウンド・スタジオで「ジェラス・ガイ」のレコーディングを開始。同月29日にボーカル、7月4日にニューヨークにあるレコード・プラント・スタジオでストリングスがオーバー・ダビングされた。レコーディングにはニッキー・ホプキンスやジム・ケルトナー、クラウス・フォアマンなど多数のミュージシャンが参加しており、ケルトナーは、ニッキー・ホプキンスみたいなピアノを弾ける人はほかにいないし、クラウス・フォアマンのベースは深い感性を伴って響く。ヘッドフォンからジョンの声が聴こえてきて、顔を上げると彼がマイクの前に立っている。ザ・ビートルズが解散したばかりの1971年、凄まじいミュージシャンでありソングライターの彼が、耳に残るこの美しい曲を歌っていた。ミュージシャンの人生でこんな瞬間は何度もあるものじゃないと回想している。
ヴィブラフォンはアラン・ホワイトによる。2001年のインタビューで、彼はトイレの中で演奏したことを明かしている。

## リリース、演奏披露
1971年9月9日にアップル・レコードからアルバム『イマジン』が発売され、「ジェラス・ガイ」は「クリップルド・インサイド」と「イッツ・ソー・ハード」の間の3曲目に収録された。レノンの生前にシングル・カットされることはなかったが、1981年5月5日に日本でシングル盤（B面曲は「愛を生きぬこう」）が発売された。イギリスでは、1985年11月18日にパーロフォンからシングル盤が発売され、B面には日本盤と同じく「愛を生きぬこう」が収録された。全英シングルチャートでは最高位65位を記録。アメリカでは、1988年10月3日にキャピトル・レコードからシングル盤が発売され、B面には「平和を我等に」が収録された。Billboard Hot 100では最高位80位を記録。
1971年にレノンが本作を演奏する様子や、ヘリコプターから撮影したティッテンハースト・パークの敷地内でのレノンとオノの様子で構成されたミュージック・ビデオが制作された。
1977年、エリオット・ミンツとレノンは日本のホテルの最高級スイートで過ごしていたところ、ラウンジのバーと勘違いした高齢の日本人夫婦が迷い込んできた。それを面白がったレノンは、アコースティック・ギターで本作を演奏した。これにより、本作がレノンが人前で演奏した最後の楽曲となった。

## クレジット
※出典
- ジョン・レノン - ボーカル、アコースティック・ギター
- ジョン・バラム（英語版） - ハーモニウム
- アラン・ホワイト - ヴィブラフォン
- ジョーイ・モーランド（英語版） - アコースティック・ギター
- トム・エヴァンズ - アコースティック・ギター
- マイク・ピンダー（英語版） - タンバリン
- クラウス・フォアマン - ベース
- ジム・ケルトナー - ドラム
- ザ・フラックス・フィドラーズ - ストリングス

## チャート成績（ジョン・レノン版）

### 週間チャート
| チャート (1985年)   | 最高位 |
| ------------------- | ------ |
| UK シングルス (OCC) | 65     |

| チャート (1988年)                             | 最高位 |
| --------------------------------------------- | ------ |
| UK シングルス (OCC) 「イマジン」との両A面扱い | 45     |
| US Billboard Hot 100                          | 80     |
| US Adult Contemporary (Billboard)             | 22     |
| US Mainstream Rock (Billboard)                | 12     |

## カバー・バージョン

### ロキシー・ミュージックによるカバー
レノンの死の翌日、ドイツのテレビ番組に出演したロキシー・ミュージックは彼を追悼して、ブライアン・フェリーのお気に入りだった「ジェラス・ガイ」を披露した。この演奏が好評を博したことから、彼等はシングルとして発表することに決め、翌週にレコーディングを行なった。
シングル盤は1981年2月に発売された。B面にはフェリー作の新曲「トゥ・ターン・ユー・オン」を収録。同シングルは3月14日に全英シングルチャートで第1位を獲得し、彼等にとって初の快挙になった。またオーストラリアのシングルチャートでも第1位を記録し、1982年までに9万1000枚の売上を記録した。

#### チャート成績（ロキシー・ミュージック版）
| チャート (1981年)                    | 最高位 |
| ------------------------------------ | ------ |
| オーストラリア (Kent Music Report)   | 1      |
| オーストリア (Ö3 Austria Top 40)     | 6      |
| ベルギー (Ultratop 50 Flanders)      | 5      |
| ドイツ (GfK Entertainment charts)    | 19     |
| オランダ (Dutch Top 40)              | 7      |
| オランダ (Single Top 100)            | 10     |
| ニュージーランド (Recorded Music NZ) | 4      |
| ノルウェー (VG-lista)                | 6      |
| スウェーデン (Sverigetopplistan)     | 18     |
| スイス (Schweizer Hitparade)         | 4      |
| UK シングルス (OCC)                  | 1      |

| チャート (1981年)                  | 順位 |
| ---------------------------------- | ---- |
| オーストラリア (Kent Music Report) | 4    |
| ベルギー (Ultratop 50 Flanders)    | 16   |
| オランダ (Dutch Top 40)            | 61   |

### その他の主なカバー・バージョン
- 杏子&山崎まさよし - 2002年に行なわれた「Dream Power ジョン・レノン スーパー・ライヴ」で共演。当時のライブ音源は、2003年5月28日に発売された杏子のシングル『雨のエレジー/MUDDY FLOWER』に収録された[45]。
- Mr. Children - 2010年4月13日に行なわれたスタジオ・ライブで演奏[46]。
- ロベルト・ベラローザ（英語版） - 2012年2月4日に配信限定シングルとして発売され、ウルトラトップ50シングルスで最高位4位を記録[47]。